# Felbermayr (Unternehmen)

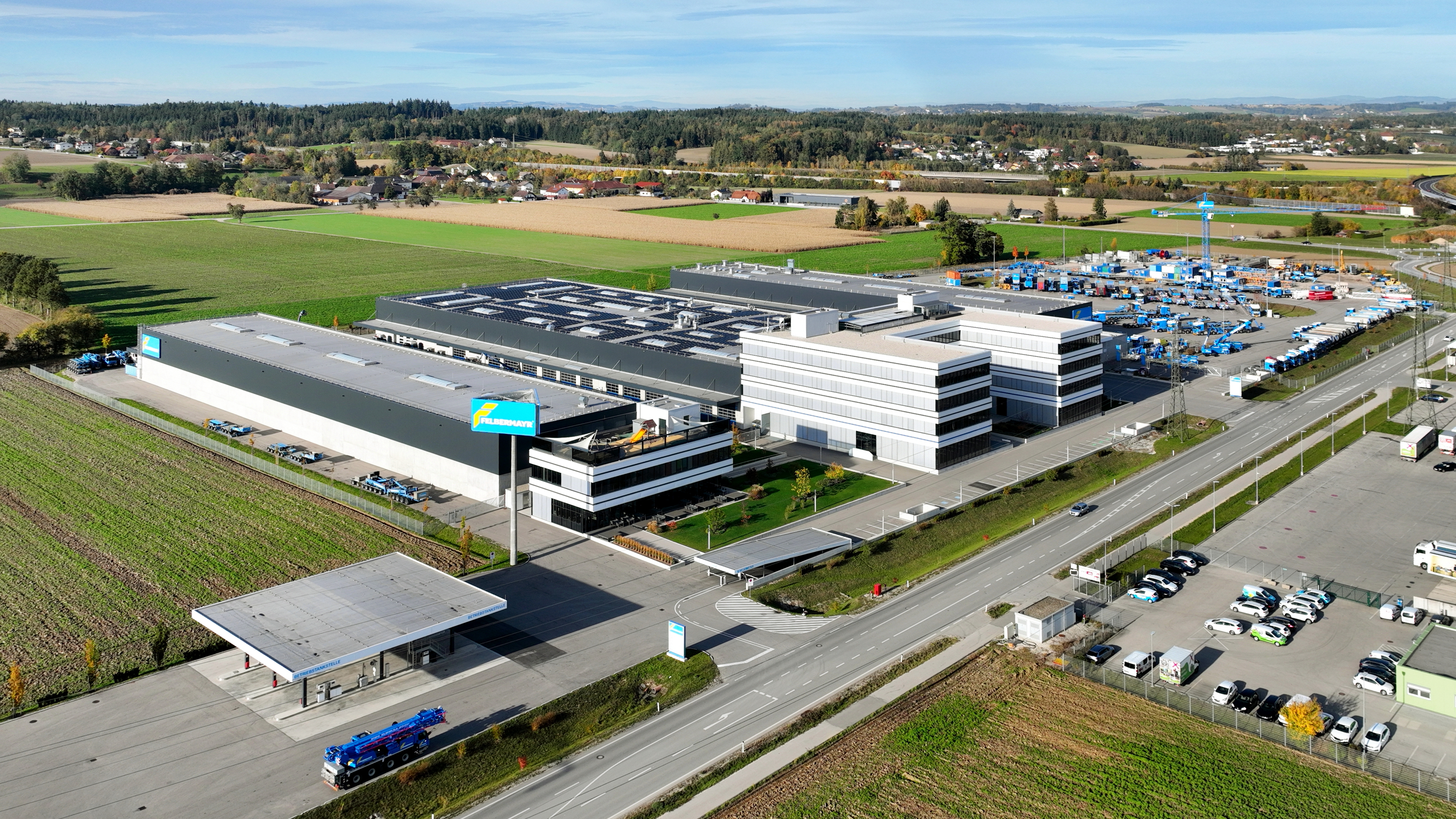
Luftaufnahme der Zentrale in Wels

Die Firmengruppe Felbermayr ist ein international tätiges Bau- und Fuhrunternehmen mit Sitz in Wels. Das Unternehmen verfügt über 31 Tochtergesellschaften an 81 Standorten in 17 Ländern Europas.

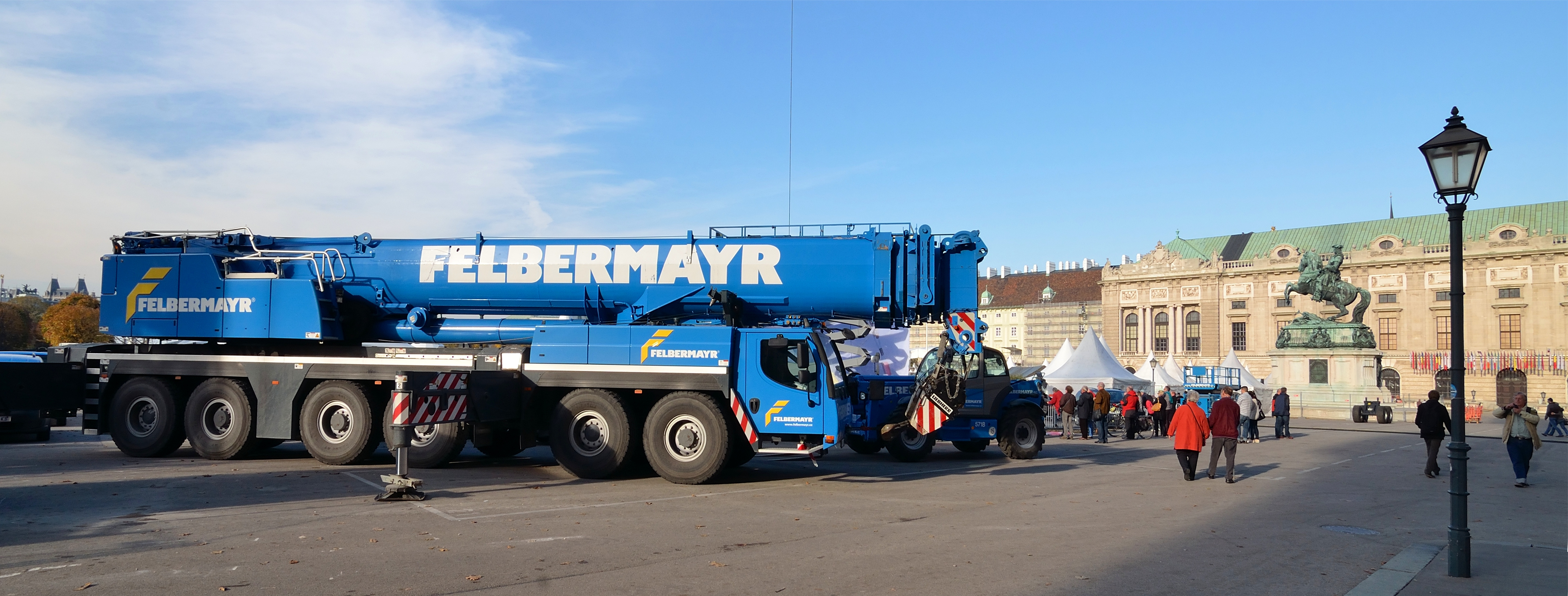
Liebherr LTM 1350-6.1 der Felbermayr Holding GmbH

## Geschichte
Franz Felbermayr gründete während des Krieges 1942 ein Fuhrunternehmen, das in der Nachkriegszeit vier Fahrzeuge umfasste. Bis zur Übernahme durch Horst und Gisela Felbermayr 1967 wurde die erste Baumaschine angeschafft. Es folgte die Erschließung zukunftsfähiger Geschäftsfelder wie dem Gasleitungsbau.
Nachdem zwei Unternehmen übernommen wurden, wurde 1972 die zweite Niederlassung in Grieskirchen eröffnet. Im folgenden Jahr wurde der heutige Hauptsitz in Wels errichtet und bezogen. 1974 erfolgte die Einrichtung einer eigenen Schwertransportabteilung und anschließend der Kieserzeugung.
1989 folgte der Einstieg in die Kranvermietung, der 1993 mit weiteren Unternehmensübernahmen dieser Branche gefestigt wurde. Die Welser Baustoff-Recycling GmbH wird gegründet. Es folgten weitere Übernahmen und die Gründung der Niederlassung Graz. Bis 1996 wurden Dienstleistungen auf Wasser und Schiene erweitert und 1997 schließlich die erste deutsche Niederlassung in Nürnberg gegründet.
Ab 1998 folgte eine Vielzahl an Übernahmen und die Ausweitung des Maschinenparks auf Bahntransporte, Arbeitsbühnen und Spezialtiefbau. Im Jahr 2000 wurde die zweite deutsche Niederlassung in Verden gegründet.
2002 erfolgte der Kauf eines 750 t Gittermastraupenkrans vom Typ Liebherr LR 1750 der in den folgenden Jahren auf eine Hubkraft von 1000 t erweitert wurde. 2004 erfolgte die Übernahme der Geschäftsführung durch Horst Felbermayr jun. Im folgenden Jahr stieg die Anzahl der verfügbaren Arbeitsbühnen auf mehr als 1000 Geräte. Bis 2006 erfolgen der Einstieg in den Wasserbau sowie weitere Übernahmen in ganz Europa. Eine Niederlassung in Liechtenstein wurde gegründet.
2006 erhielten Horst und Gisela Felbermayr das silberne Ehrenzeichen des Landes Oberösterreich vom Landeshauptmann des Bundeslandes Oberösterreich Josef Pühringer. Im selben Jahr wurde ein Liebherr LG 1750 gekauft und nach Österreich überführt. Daraufhin erfolgte die Übernahme des bei Düsseldorf ansässigen Unternehmens Wirzius und erweitert sein Angebot um Schwermontage. Im Juni erhielt die Felbermayr GmbH den österreichischen Wirtschaftspreis Pegasus in Bronze. Es folgte die Erweiterung der Dienstleistungen auf dem Gebiet der Rammtechnik.
2007 wurden Niederlassungen in Bulgarien und Rumänien gegründet. Anschließend wurden die Geschäftsfelder Hochbau und Pipelinebau eingeführt. 2009 wurde das Unternehmen ein weiteres Mal mit dem oberösterreichischen Wirtschaftspreis Pegasus ausgezeichnet. Im darauffolgenden Jahr wurden Tochtergesellschaften sowie Niederlassungen in Kroatien, Serbien und in Brünn gegründet.

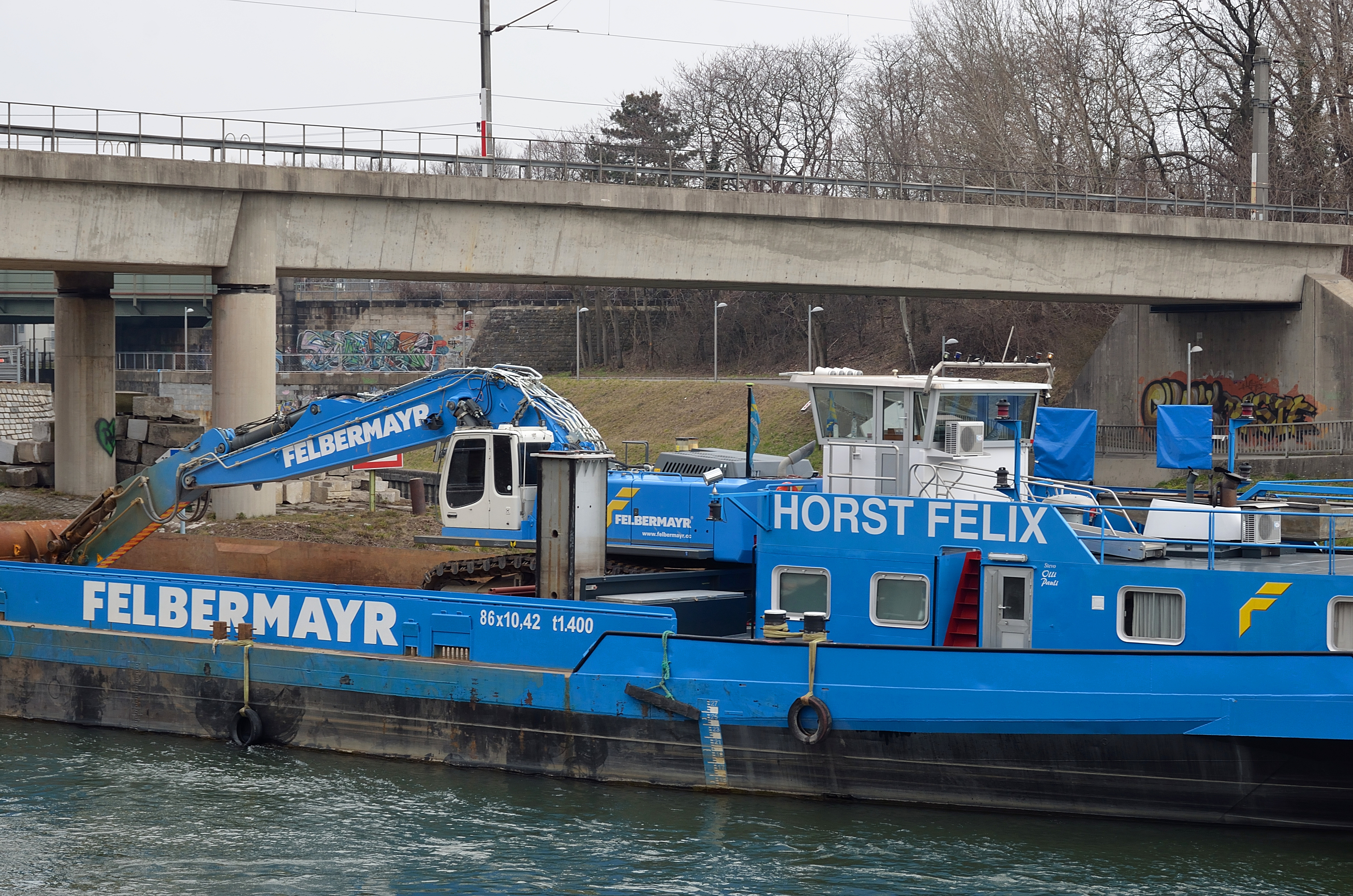
Felbermayr Schwerlastschiff Horst Felix für Transport- und Wasserbauaufgaben

Die Felbermayr GmbH wurde am 1. Oktober 2010 offiziell durch die Felbermayr Holding GmbH abgelöst und der Kreis der Geschäftsführer erweitert. Die Felbermayr GmbH blieb weiterhin bestehen.
Im März 2011 erfolgte der Stapellauf des Schwerlastschiffs Horst Felix und 2012 die Übernahme eines weiteren Unternehmens aus der Branche Wasserbau in Deggendorf.
2013 werden von der Nationalen Gesellschaft der Belgischen Eisenbahnen die H&S Container Line, Haeger & Schmidt International sowie eine Mehrheitsbeteiligung an der belgischen RKE erworben. Damit erfolgt eine Erweiterung des Angebotsspektrums auf maritime Dienstleistungen. 2013 äußerte die Felbermayr Holding Interesse an einem Tochterunternehmen des insolventen Bauunternehmens Alpine Holding.
Im selben Jahr kündigte das Unternehmen an, den Standort wechseln zu müssen, da der aktuelle Hauptsitz Wels die Standortfaktoren für einen Neubau nicht erfülle. Am Hauptsitz Wels sind derzeit mehr als 600 Arbeitskräfte beschäftigt.
Außerdem nahm Horst Felbermayr jun. mit der goldenen Ehrenmedaille der Stadt Wels eine weitere Auszeichnung entgegen.
2015 eröffnete die Felbermayr Holding eine 4000 m² große Schwerguthalle im Rheinhafen Krefeld. Krefeld wurde damit nach Hilden zum Hauptsitz des Unternehmens in Deutschland. Im selben Jahr soll eine weitere Halle mit 5.000 m² im Alberner Hafen bei Wien folgen.
Felbermayr unterstützte die Dreharbeiten zum 24. James Bond 007: Spectre in Österreich mit dem Fuhrpark.
2016 eröffnet Felbermayr auf einer Fläche von 40.000 Quadratmetern eine neue Niederlassung in Sulzemoos. Der nordwestlich von München gelegene Standort beherbergt die Tochterunternehmen Wimmer Maschinentransporte und Hagn Umwelttechnik.
Anfang Mai 2017 eröffnet Felbermayr in Wörgl ein neues Logistiklager mit 3600 Quadratmetern. Das Objekt verfügt über zwei Hallenkrane mit jeweils 40 Tonnen Hubkapazität.
Am 17. September 2019 fand der offizielle Spatenstich für die Errichtung der neuen Firmenzentrale in Wels-Oberthan statt.
Im März 2020 verstarb Seniorchef Horst Felbermayr nach schwerer Krankheit im Alter von 75 Jahren.
Mit „Engineered Solutions“ gründet Felbermayr im Oktober 2020 einen neuen Bereich. Damit kommt das vorhandene Schwerlastequipment künftig auch für individualisierte Anwendungen zum Einsatz.
Nur rund 18 Monate sind vom Spatenstich bis zur Übersiedelung 2021 in die neue Felbermayr-Firmenzentrale in Wels/Oberthan vergangen. Somit kann das Objekt mit einer verbauten Nutzfläche von mehr als 28.000 Quadratmetern im Juni seiner Bestimmung übergeben werden.
Im Oktober 2022 feierte die Familie Felbermayr an zwei Festtagen das 80-jährige Firmenbestehen mit geladenen Gästen, Mitarbeitenden, Lieferanten und Freunden in der neuen Firmenzentrale in Wels-Oberthan. Gisela Felbermayr erhielt das Goldene Ehrenzeichen des Landes Oberösterreich als besondere Anerkennung für die Leistungen für das Land und das soziale Engagement von Landeshauptmann Mag. Thomas Stelzer verliehen.
Im Mai 2023 übernimmt Felbermayr den Vorarlberger Arbeitsbühnenhändler und -vermieter Dorn Lift.
Im Oktober 2023 beteiligt sich Felbermayr am niederländischen Binnenschifffahrtsunternehmen Rijnmond Logistics Beheer BV zu 50 Prozent.
Anfang Dezember übernimmt Felbermayr das Unternehmen Phon Akustikbau aus Eferding in Oberösterreich. Das österreichweit mit Trockenbauleistungen tätige Unternehmen ergänzt das Leistungsportfolio des Geschäftsfelds Bau fortan im großvolumigen Projektgeschäft.
Mit dem neuen Bereich Hauskanalservice wird im Felbermayr-Bau Anfang seit 2024 eine neue Dienstleistung im Portfolio integriert. Der österreichweit tätige Bereich ist auf den Kanalnotdienst sowie die Wartung für betriebliche und private Kanalsysteme spezialisiert.
Im März 2024 wird Felbermayr erneut zum Top-Arbeitgeber in den Branchen Bau und Verkehr ausgezeichnet. Das Ranking, das auf einer Befragung von Trend, Kununu, Xing und Statista Österreich basiert, bewertete 1.400 Unternehmen.
Mit Mai 2025 übernimmt Felbermayr den holländischen Logistikspezialisten Hermans mit vier Standorten. Damit stärkt Felbermayr seine Position im Westen Europas.

## Weitere Aktivitäten

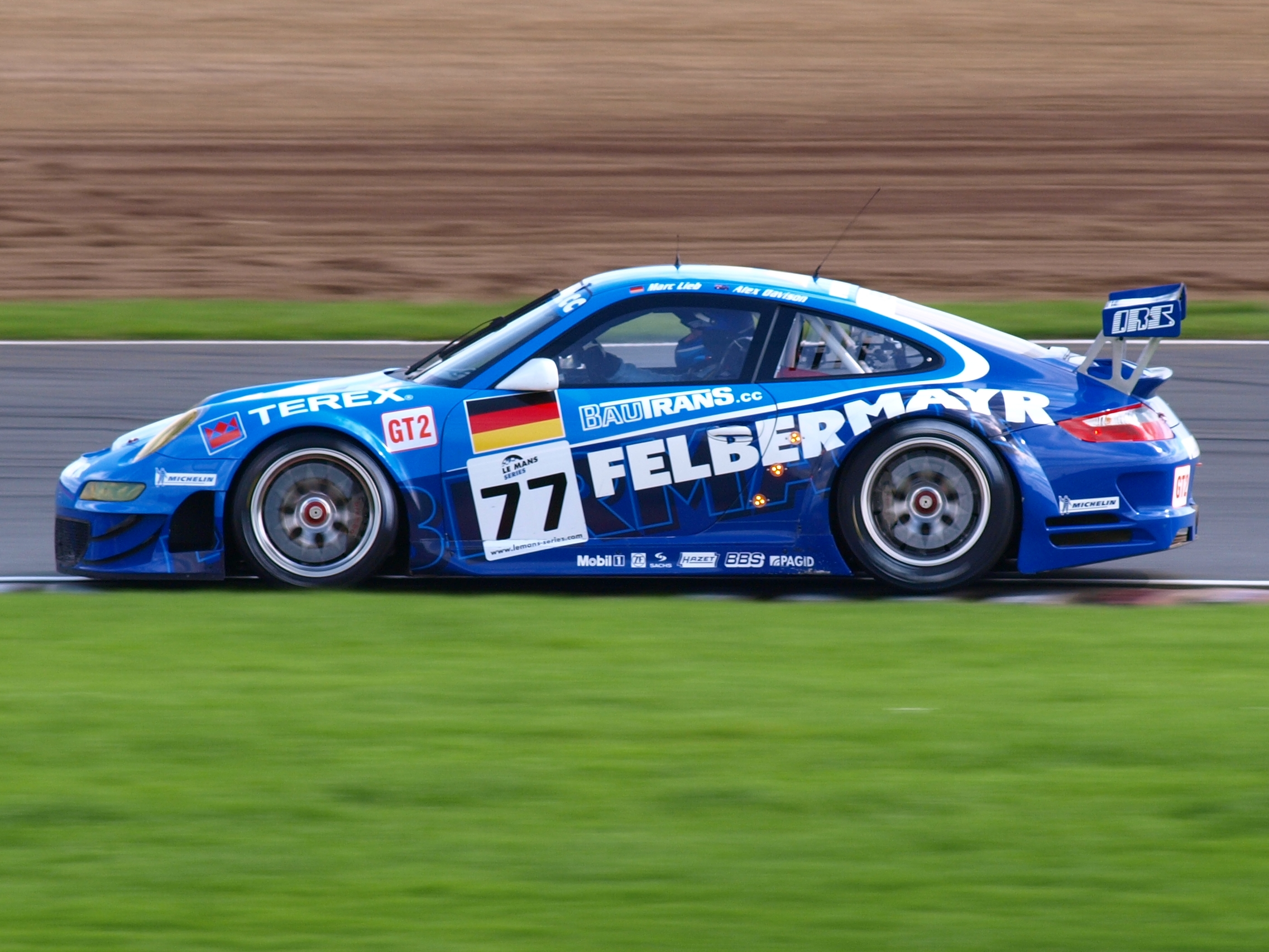
Sponsoraufschrift auf einem Porsche 997 GT3-RSR beim 1000-km-Rennen von Silverstone 2008

Die Felbermayr Holding tritt als Sponsor für Motor- und Radsport auf. Die Tochter des Geschäftsführers Emma Felbermayr fährt selbst auch im Motorsport. Ihre Großvater fuhr, wie auch ihr Vater bereits beim 24-Stunden-Rennen in Le Mans.
Das Unternehmen war bis September 2024 Hauptsponsor des österreichischen Profiradteams Felt-Felbermayr. Ferner gibt das Unternehmen ein eigenes Branchenmagazin mit dem Namen Informer heraus.
Felbermayr ist seit 2023 Sponsor der Nordischen Kombinierer Thomas und Stefan Rettenegger.

## Betriebsstruktur
Das Unternehmen gliedert sich in die Geschäftsbereiche Felbermayr Holding, Felbermayr Transport- und Hebetechnik und Felbermayr Baubetrieb.
Die Geschäftsführung der Felbermayr Holding besteht aus Gisela und Horst Felbermayr, seit 2010 Horst Felbermayr jun., Alfred Feldbauer und Andrea Felbermayr.
Die Felbermayr Transport- und Hebetechnik wird seit 2007 von Wolfgang Schellerer und ab 2010 zusätzlich von Peter Stöttinger und Christoph Nüßler geführt.
Christoph Nüßler schied mit Juni 2023 aus der Geschäftsführung aus. Die Geschäftsführung der Felbermayr Bau GmbH & Co KG wurde 2011 von Horst Felbermayr jun. an Hannes-Sebastian Huber übergeben. Seit 2013 ist Friedrich Rametsteiner kaufmännischer Geschäftsführer und ab April 2016 Hielle Stefan technischer Geschäftsführer der Felbermayr Bau GmbH & Co. KG. 2022 hat Rainer Traunwieser die kaufmännische Geschäftsführung des Felbermayr Bau übernommen. Bernhard Strasser ist seit Januar 2024 gemeinsam mit Stefan Hielle (Sprecher der Geschäftsführung) technischer Geschäftsführer des Felbermayr Bau.

### Firmengruppe Felbermayr Holding GmbH International
- Felbermayr Bau Geschäftsführungs GmbH (Österreich)[26]
- Felbermayr Bau GmbH & Co KG (Österreich)
- FH Wasserbau GmbH (Österreich)
- Felbermayr Transport- und Hebetechnik Geschäftsführungs GmbH (Österreich)
- Felbermayr Transport- und Hebetechnik GmbH & Co KG (Österreich)
- Felbermayr Transport- und Hebetechnik spol.s.r.o. (Tschechien)
- Bau-Trans GmbH (Österreich)
- Felbermayr Schweiz AG (Schweiz)
- Bau-Trans AG (Liechtenstein)
- Felbermayr Slovakia, s.r.o. (Slowakei)
- Bau-Trans Kft. (Ungarn)
- Felbermayr Polska Sp.z.o.o. (Polen)
- Felbermayr Croatia d.o.o. (Kroatien)
- Felbermayr Transport and Lifting d.o.o. (Serbien)
- Felbermayr Romania S.R.L (Rumänien)
- Felbermayr Bulgaria EOOD (Bulgarien)
- Danner Landschaftsbau GmbH (Österreich)
- Dorn Lift GmbH (Österreich)
- Phon Akustikbau GmbH (Österreich)
- Casawest GmbH (Österreich)
- Hermans Werk B.V. (Holland)
- Hermans Estate B.V. (Holland)

### Beteiligungen der Firmengruppe Felbermayr Holding GmbH International
- RKE nv (Belgien)
- Best Logistics Sp.z.o.o. (Polen)
- Felbermayr Wind Logistics Holding Cyprus Limited (Zypern)
- Rijnmond Logistics bv (Belgien)

### Firmengruppe Felbermayr Holding GmbH in Deutschland
- HAGN Umwelttechnik GmbH
- Domarin Tief-, Wasserbau- und Schifffahrts GmbH (Deutschland)
- Domarin GmbH Schifffahrt, Havarien und Leichterungen (Deutschland)
- Erlenbacher Schiffswerft Maschinen- und Stahlbau GmbH (Deutschland)
- Felbermayr Vermietungs GmbH
- Felbermayr Deutschland GmbH
- Wimmer Maschinentransporte GmbH
- Haeger & Schmidt Logistics GmbH
- H&S Container Line GmbH